# المنزل القديم (يريم)

تعديل مصدري - تعديل

المنزل القديم هي إحدى قرى عزلة بني منبة بمديرية يريم التابعة لمحافظة إب، بلغ تعداد سكانها 2933 نسمة حسب تعداد اليمن لعام 2004.